# Neonaphorura duboscqi
Neonaphorura duboscqi is een springstaartensoort uit de familie van de Tullbergiidae. De wetenschappelijke naam van de soort is voor het eerst geldig gepubliceerd in 1932 door Denis.